# يوجين إي. كامبل
يوجين إي. كامبل (بالإنجليزية: Eugene E. Campbell)‏ هو مؤرخ أمريكي، ولد في 26 أبريل 1915، وتوفي في 10 أبريل 1986 في غليندورا في الولايات المتحدة.